# Ahualulco, Guerrero
Ahualulco är en ort i Mexiko.   Den ligger i kommunen Tetipac och delstaten Guerrero, i den sydöstra delen av landet, 100 km sydväst om huvudstaden Mexico City. Ahualulco ligger 1 704 meter över havet och antalet invånare är 592.
Terrängen runt Ahualulco är huvudsakligen kuperad, men åt sydost är den bergig. Runt Ahualulco är det ganska tätbefolkat, med 78 invånare per kvadratkilometer. Närmaste större samhälle är Taxco de Alarcón, 12,7 km söder om Ahualulco. I omgivningarna runt Ahualulco växer huvudsakligen savannskog.